# Histocidaris elegans
Histocidaris elegans is een zee-egel uit de familie Histocidaridae.
De wetenschappelijke naam van de soort werd in 1879 gepubliceerd door Alexander Agassiz.